# Лекма (приток Летки)
Лекма́ — река в России, протекает по Юрьянскому и Слободскому районам Кировской области. Устье реки находится в 25 км по правому берегу реки Летка. Длина реки составляет 39 км, площадь водосборного бассейна 490 км².

## Течение
Исток реки в лесу северо-западнее деревни Ложкари (Загарское сельское поселение) в 22 км к юго-востоку от посёлка Юрья. Рядом с истоком Лекмы находится исток Грядовицы, здесь проходит водораздел между бассейнами Летки и Великой. Генеральное направление течения — северо-восток, русло сильно извилистое. Верховья находятся в Юрьянском районе, прочее течение в Слободском. Вблизи реки стоят деревни Пестерово (Загарское сельское поселение), Забегаево (Денисовское сельское поселение), село Лекма и деревня Белая Гора (Шестаковское сельское поселение). Впадает в Летку в 5 км к северо-востоку от села Лекма. Ширина реки перед устьем 10-12 метров. Высота устья — 119,6 м над уровнем моря.

## Притоки (км от устья)
- река Ольховка (лв)
- 12 км: река Сольпа (лв)
- 14 км: река Большая Лекма (пр)
- 15 км: река Сова (пр)
- река Дремучий Лог (пр)
- река Красная (лв)
- река Чеперица (пр)
- река Укшур (лв)

## Данные водного реестра
По данным государственного водного реестра России относится к Камскому бассейновому округу, водохозяйственный участок реки — Вятка от истока до города Киров, без реки Чепца, речной подбассейн реки — Вятка. Речной бассейн реки — Кама.
Код объекта в государственном водном реестре — 10010300212111100031907.